# Parathelges aniculi
Parathelges aniculi is een pissebed uit de familie Bopyridae. De wetenschappelijke naam van de soort is voor het eerst geldig gepubliceerd in 1897 door Whitelegge.